# محمد جوهر
محمد حسن جوهر الشهري (بالإنجليزية: Mohammed Hassan Johar Alshehri)‏
لاعب ومدرب 'كرة اليد'handball بـنادي الأهلي السعودي منذ (1393) حتى الآن

## سيرة ذاتية
ولد محمد جوهر في عام 1380 هـ بمدينة جدة

## بداية التدريب
```
1- مدرب للناشئين منذ عام (1405)
```

```
2- مدرب للشباب منذ عام (1409)
```

```
3- مدرب للفريق الأول منذ عام (1417)
```

```
Cup, Prince Sultan bin Fahd for the season 2011]]
```

البطولات التي كان فيها لاعبا أو مدربا

## الدوري الممتاز
1 درع الدوري الممتاز لـ موسم 1398هـ - 1978م
2 درع الدوري الممتاز لـ موسم 1399هـ - 1979م
3 درع الدوري الممتاز لـ موسم 1400هـ - 1980م
4 درع الدوري الممتازلـ موسم 1405هـ - 1985م
5 درع الدوري الممتاز لـ موسم 1406هـ - 1986م
6 درع الدوري الممتاز لـ موسم 1408هـ - 1988م
7 درع الدوري الممتاز لـ موسم 1409هـ - 1989م
8 درع الدوري الممتاز لـ موسم 1410هـ - 1990م
9 درع الدوري الممتاز لـ موسم 1411هـ - 1991م
10 درع الدوري الممتاز لـ موسم 1413هـ -1992م
11 درع الدوري الممتاز لـ موسم 1417هـ - 1997م
12 درع الدوري الممتاز لـ موسم 1419هـ - 1999م
13 درع الدوري الممتاز لـ موسم 1423هـ - 2003م

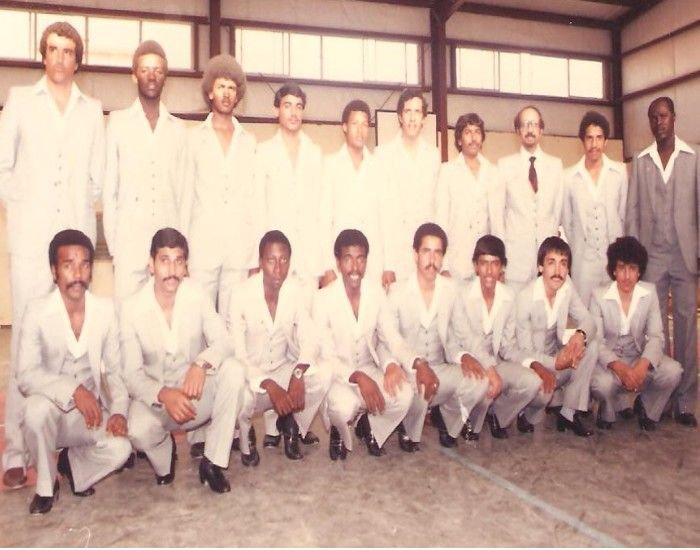
Mohammed Johar in 1970 in Berlin

## بطولة أبطال الكؤوس لدولمجلس التعاون الخليجي
1 البطولة الثالثـة البحرين لـ موسم 1402هـ - 1982م
2 البطولة الســـادسة الكويت لـ موسم 1406هـ - 1986م
3 البطولة السـابعة جدة لـ موسم 1407هـ - 1987م
4 البطولة الثامنـــة دبي لـ موسم 1408هـ - 1988م
5 البطولة الثالثة والعشرين مسقط لـ موسم 1423هـ - 2003م
6 البطولة الثامنة والعشرين جدة لـ موسم 1429هـ - 2008م

## البطولات العربية للأندية أبطال الدوري
1 البطولة العربية الخامسة البحرين لـ موسم 1400هـ - 1980م

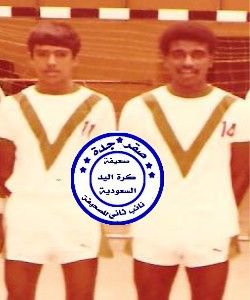
Mohammed Johar in 1987

## بطولة التضامن ضد الإرهاب
1 بطولة التضامن ضد الإرهاب موسم1425 هـ - 2005م

## كأس الإتحــــاد
1 كأس الاتحاد لـ موسم 1400هـ - 1980م
2 كأس الاتحاد لـ موسم 1401هـ - 1981م
3 كأس الاتحاد لـ موسم 1402هـ - 1982م
4 كأس الاتحاد لـ موسم 1403هـ - 1983م
5 كأس الاتحاد لـ موسم 1404هـ- 1984م
6 كأس الاتحاد لـ موسم 1405هـ - 1985م
7 كأس الاتحاد لـ موسم 1406هـ - 1986م
8 كأس الاتحاد لـ موسم 1407هـ - 1987م
9 كأس الاتحاد لـ موسم 1408هـ - 1988م
10 كأس الاتحاد لـ موسم 1409هـ - 1989م
11 كأس الاتحاد لـ موسم 1410هـ - 1990م
12 كأس الاتحاد لـ موسم 1411هـ - 1991م
13 كأس الاتحاد لـ موسم 1412هـ - 1992م
14 كأس الاتحاد لـ موسم 1413هـ - 1993م
15 كأس الاتحاد لـ موسم 1420هـ - 2000م

## كأس الأميــر سلطان
1 كأس الأمير سلطان بن فهد لـ موسم 1423هـ - 2003م
2 كأس الأمير سلطان بن فهد لـ موسم 1429هـ - 2008
3 كأس الأمير سلطان بن فهد لـ موسم 1432هـ - 2011م
4 كاس الأمير سلطان بن فهد ل موسم 1433هـ -2012م

## بطولة الأبطال (النخبة)
1 بطولــة النخبـة لـ موسم 1418هـ - 1998م
2 بطولــة النخبـة لـ موسم 1423هـ - 2003م
3 بطولــة النخبـة لـ موسم 1425هـ - 2005م
4 بطولــة النخبـة لـ موسم 1426هـ - 2006م

## البطولات الآسيوية
1 البطولة الآسيوية الحادية عشر جدة لـ موسم 1430 هـ - 2009 م

## فريــق الشــباب
1 بطولة المملكة للشباب لـ موسم 1396هـ - 1976م
2 بطولة المملكة للشباب لـ موسم 1402هـ - 1982م
3 بطولة المملكة للشباب لـ موسم 1406هـ - 1986م
4 بطولة المملكة للشباب لـ موسم 1408هـ - 1988م
5 درع الدوري الممتـاز لـ موسم 1412هـ - 1992م
6 درع الدوري الممتـاز لـ موسم 1413هـ - 1993م
7 بطولة المنطقة الغربية لـ موسم 1419هـ - 1999م
8 بطولة المنطقة الغربية لـ موسم 1420هـ - 2000م
9 بطولة المنطقة الغربية لـ موسم 1422هـ - 2002م
10 بطولة المنطقة الغربية لـ موسم 1429هـ - 2008م

## فريـق الناشـئين
1 درع الدوري الممتــاز لـ موسم 1404هـ - 1984م
2 بطولة المملكة للناشئين لـ موسم 1410هـ - 1990م
3 بطولة المنطقة الغربية لـ موسم 1417هـ - 1997م
4 بطولة المنطقة الغربية لـ موسم 1422هـ - 2002م
5 بطولة المنطقة الغربية لـ موسم 1423هـ - 2003م
6 بطولة المنطقة الغربية لـ موسم 1424هـ - 2004م
7 بطولة المنطقة الغربية لـ موسم 1425هـ - 2005م